# Alexander Baier
Hans Alexander Baier (* 1936 in Bremen; † 25. Juli 2015)  war ein deutscher Kunstjournalist, Kunstsammler und Museumsdirektor. Er war Chefredakteur und Herausgeber der Kunstzeitschrift MAGAZIN Kunst.

## Leben
Baier schloss eine Banklehre und ein Jurastudium ab. 1961, noch während seiner Ausbildung als Gerichtsreferendar, gründete er eine Avantgarde-Galerie in Mainz, die GalerieBaier-Mainz, die unter anderem Ausstellungen von Emil Schumacher, Karl Fred Dahmen, Gerhard Hoehme und Karl Otto Götz zeigte. Walter Stöhrer und Jan Voss hatten bei Baier ihre erste Einzelausstellung. Die Ausstellungen wurden regelmäßig von der überregionalen Presse, wie Frankfurter Allgemeinen Zeitung, der Frankfurter Rundschau, der Zeit oder der Welt besprochen.
1964 kaufte Baier vom Agis-Verlag in Baden-Baden die Vierteljahreszeitschrift „Die Vernissage“, die er in „Magazin KUNST. Vierteljahresschrift für Malerei, Grafik, Plastik. Berichterstattung für Museen, Sammler, Galerien“ umbenannte und die in der Alexander Baier Presse erschien. Ab 1977 war sie unter dem Titel „KUNSTmagazin“ im Handel. Sie war zu dieser Zeit die auflagenstärkste international ausgerichtete Quartalszeitschrift dieser Art im deutschsprachigen Raum für die allgemeine zeitgenössische Kunstszene, für Museen und Sammler, aber auch für die Künstler selbst.
Mit seiner Kunstzeitschrift gründete Baier auch einen Grafiksammler-Kreis, in dem er monatlich von 1962 bis 1968 im Abonnement nummerierte und handsignierte Originalgrafiken zeitgenössischer Künstler herausgab. In dieser Edition erschienen Grafiken unter anderem von  HA Schult, Walter Stöhrer, O. H. Hajek, Wolf Vostell, Jürgen Palm, Winfred Gaul, Timm Ulrichs, Lothar Fischer, Malte Sartorius oder Lothar Quinte und vielen anderen Künstlern. Die Arbeiten hatten vernünftig kalkulierte Niedrigpreise, die ganz im Sinne der Zeit moderne Kunst für ein breites Publikum erschwinglich machen sollten.
1983 erlag der mittlerweile nach Wiesbaden umgezogene Verlag „dem finanziellen Druck der großen Kunstverlage“.
1985 wurde Baier Kulturamtsleiter in Salzgitter und ebenso Leiter des dortigen Museums Schloss Salder. 1996 wurde er als Amtsleiter Direktor der Städtischen Kunstsammlungen. Die von ihm organisierte jährliche Ausstellung „Salon Salder, aus den Ateliers Niedersachsens“ hatte regelmäßig mehr als 50.000 Besucher. Nach seiner Pensionierung 2001 zog er in seine pfälzische Heimat, wo er mit seiner Frau, der Medizinerin Gabriele Baier-Jagodzinski (* 1941), in der Pirmasenser Innenstadt ein Haus kaufte. Baier-Jagodzinski war bereits seit 1964 Mitarbeiterin des „Magazin KUNST“ in Mainz.
Die Kunstsammlung der Familie Baier umfasste rund 2500 Arbeiten, zumeist Druckgrafiken der 1960 bis 1990er Jahre. Der Sohn Berthold Baier schenkte 2017 ein Konvolut von 195 Arbeiten dem Offenbacher Klingspor-Museum.

## Ausstellungen der Kunstsammlung Baier
- 1970: Sammlerkreis Galerie Alexander Baier, Märkisches Museum der Stadt Witten (mit Katalog)
- 2005: Am Anfang: das Unbekannte – Arbeiten aus der Kunstsammlung Baier, (mit Katalog). Kunstverein Villa Streccius, Landau in der Pfalz; 2006: auch Flottmann-Hallen, Herne
- 2007: Fünf Werkgruppen aus der Sammlung Alexander Baier, Städtische Galerie Kulturhof Flachsgasse, Speyer
- 2014/2015: Erzählungen. Werke aus der Sammlung Alexander Baier, Städtische Galerie Neunkirchen